# Hólarfjall
Hólarfjall är ett berg i republiken Island. Det ligger i regionen Norðurland eystra, 230 km nordost om huvudstaden Reykjavík. Toppen på Hólarfjall är 1 027 meter över havet.
Trakten runt Hólarfjall är nära nog obefolkad, med mindre än två invånare per kvadratkilometer. Trakten runt Hólarfjall består i huvudsak av gräsmarker.